# 오스모 코크
오스모 올라비 코크(핀란드어: Osmo Olavi Kock, 1929년 9월 14일 ~ 1994년 9월 15일)는 핀란드의 외교관이자 정치인이고, 핀란드 인민민주동맹 소속으로 1966년부터 1970년까지, 그리고 1972년부터 1974년까지 핀란드의 국회의원으로 활동했으며, 1974년부터 1979년까지 동독의 대사로 재직한 후, 1979년부터 1983년까지 알제리의 대사, 그리고 1987년부터 1990년까지 루마니아의 대사로 재직하며 핀란드의 외교 분야에서 중요한 역할을 수행했다. 그는 1949년에 법학을 졸업하고 1959년에 변호사 자격을 취득했으며, 1951년부터 1958년까지 핀란드-폴란드 협회의 사무국장으로 일했고, 1959년부터 1961년까지 은행원으로 일한 후, 1961년부터 1965년까지 변호사로 활동했다. 그는 1949년에 핀란드 공산당에 가입했으며, 1965년부터 1972년까지 핀란드 공산당의 중앙위원회 위원으로 활동했고, 1966년에는 핀란드-소련 사회주의자 친선협회 대표단의 일원으로 소련을 방문하기도 했다. 또한, 1966년에는 공산당이 주도한 핀란드 평화수호자 조직의 창립 멤버로 참여했으며, 1970년에는 아랍인민연대위원회에 가입했다. 그의 이러한 정치적 배경은 1974년 동독의 대사로 임명될 당시 서방 외교관들 사이에서 그에 대한 신뢰에 영향을 미쳤다. 그는 1994년 9월 15일, 고향인 라흐티에서 사망했다. 그의 외교 경력은 핀란드의 동유럽 및 북아프리카 지역과의 관계에서 중요한 역할을 했으며, 그의 정치적 배경은 당시 핀란드의 외교 정책과 국제 관계에 일정한 영향을 미쳤다.

## 생애

### 출생과 초기 생애
오스모 코크는 1929년 9월 14일 핀란드 남부의 홀롤라에서 태어났다. 그는 1949년에 고등학교를 졸업한 후, 1959년에 변호사 자격을 취득했으며, 1965년에는 법학 학사 학위를 받았다. 그의 초기 경력은 핀란드-폴란드 협회에서 사무국장으로 활동하며 시작됐으며, 이후 은행가, 변호사 등 다양한 직업을 거쳤다.

### 정치 활동과 외교 경력
오스모 코크는 1966년부터 1974년까지 핀란드 인민민주동맹의 국회의원으로 활동했다. 그는 법제위원회 및 헌법위원회에서 활동하며 법률 분야에 기여했다. 또한, 1965년부터 1972년까지 핀란드 공산당의 중앙위원회 위원으로 활동했으며, 1966년에는 핀란드-소련 사회주의자 친선협회 대표단의 일원으로 소련을 방문하기도 했다. 1974년부터 1979년까지 동독 주재 핀란드 대사로 재직했으며, 이후 1979년부터 1983년까지 알제리 주재 대사로, 1987년부터 1990년까지 루마니아 주재 대사로 근무했다. 그는 이러한 외교 활동을 통해 핀란드의 국제적 입지를 강화하고, 특히 동유럽 및 아프리카 국가들과의 관계를 증진시키는 데 기여했다.

### 사망과 유산
오스모 코크는 1994년 9월 15일, 핀란드 라흐티에서 65세를 일기로 세상을 떠났다. 그의 사망은 핀란드 정치 및 외교 분야에 큰 영향을 미쳤으며, 특히 공산당과의 연계 및 동유럽과의 외교 관계에 대한 논의가 활발히 이뤄졌다. 그의 유산은 핀란드의 정치적 다원주의와 국제 관계의 발전에 대한 기여로 평가되며, 특히 냉전 시기의 핀란드 외교 정책을 이해하는 데 중요한 참고자료로 활용되고 있다.

### 결론
오스모 코크는 핀란드의 정치 및 외교 분야에서 중요한 역할을 수행한 인물로, 그의 생애와 업적은 핀란드의 정치적 전환기와 국제 관계의 변화를 이해하는 데 중요한 자료로 평가된다. 그의 활동은 핀란드의 외교 정책 및 정치적 다원주의의 발전에 기여했으며, 냉전 시기의 핀란드 외교 정책을 이해하는 데 중요한 참고자료로 활용되고 있다.

## 같이 보기
- 냉전
- 소련
- 폴란드
- 핀란드 공산당
- 핀란드 인민민주동맹

|  | 핀란드 인민민주동맹의 의원 1966년 ~ 1974년 |